# Sympycnus calcaratus
Sympycnus calcaratus is een vliegensoort uit de familie van de slankpootvliegen (Dolichopodidae). De wetenschappelijke naam van de soort is voor het eerst geldig gepubliceerd in 1930 door Van Duzee.